# Abraham Ashkenasi
Abraham „Avi“ Ashkenasi (* 14. Mai 1934 in New York City; † 27. März 2016 in Berlin) war ein US-amerikanischer Politikwissenschaftler.

## Leben
Ashkenasis wissenschaftliche Laufbahn führte ihn über deutsche auch an zahlreiche europäische, amerikanische und israelische Universitäten. Er galt als einer der renommiertesten Politikwissenschaftler mit den Schwerpunkten Nahostpolitik, Ethnologie, Migration und Minderheiten. Seine letzte Professur hatte er über 30 Jahre am Otto-Suhr-Institut der Freien Universität Berlin inne. Darüber hinaus saß er dem Europäischen Migrationszentrum (EMZ) in Berlin vor, einer Organisation mit den Themengebieten Ethnizität und Migration, und leitete auch die Abteilung der FU-Forschungsstelle Arbeitsmigration, Flüchtlingsbewegungen und Minderheitenpolitik.
Zusammen mit Ferhad Ibrahim Seyder arbeitete er am Institut für Internationale Politik und Regionalstudien des Fachbereichs Politikwissenschaften (Politologie) der FU (Otto-Suhr-Institut). Seine amerikanisch-jüdische Herkunft hinderte ihn nicht, die Nationalitätenpolitik Israels, das von den meisten US-Medien weitgehend einseitig proisraelisch gezeichnete Bild sowie Nationalismus zu kritisieren und so auch Ressentiments muslimischer Studenten zu überwinden. Zuletzt kritisierte er auch den palästinensischen Radikalismus und dessen oft behauptete Verbindungen mit dem NS-Regime in den Jahren 1933–1945.
Auch nach seiner Emeritierung an der FU-Berlin war seine Expertise noch immer sehr gefragt. Seine letzte Ruhestätte findet er auf dem Südwestkirchhof Stahnsdorf.
Ashkenasi war mit der Sopranistin Catherine Gayer verheiratet und hatte mit ihr die Söhne David Ashkenasi (Diplomphysiker) und Danny Ashkenasi (Komponist und Schauspieler).

## Werk
Ashkenasi verfasste zahlreiche Bücher insbesondere über die arabische Bevölkerung Jerusalems, die er überwiegend in den 1980er und 1990er Jahren publizierte, darunter:

### Palestinian Identities and Preferences: Israel’s and Jerusalem’s Arabs
Das Buch Palestinian Identities and Preferences: Israel’s and Jerusalem’s Arabs (1992) bietet einen Einblick in Identitätsfindungsprozesse im Nahen Osten. Ashkenasi erläutert die soziologischen Strukturen des ethnischen Konflikts in den arabischen Gebieten Israels und untersucht deren politische Entwicklung vor und nach 1967. Sein Augenmerk liegt dabei einerseits auf den jüdisch-arabischen Beziehungen, andererseits auf den Beziehungen innerhalb der palästinensischen Gemeinschaft, die sich in ihrer sozialen, ökonomischen und religiösen Beschaffenheit als überaus zersplittert darstellt.

### The Future of Jerusalem
The Future of Jerusalem (nur englisch erschienen) stellt den 11. Band einer Reihe soziologischer und politologischer Untersuchungen zu den Themenkomplexen Ethnien, Regionen und Konflikte dar.
Das Buch – eine Zusammenstellung verschiedener Texte diverser Autoren (Michael Romann, Ifrak Silberman, Ephraim Ahiram, Hamad Elayan und Haviva Bar) – untersucht die sozialen, wirtschaftlichen und ethnischen Bedingungen in Jerusalem. Ashkenasi hat für dieses Buch von 1992 bis 1996 mit der Unterstützung diverser Institute recherchiert und eine Reihe von Autoren ausgesucht, die sich intensiv mit der Thematik auseinandergesetzt haben.
Das Buch analysiert die aktuelle Situation im geteilten Jerusalem, dessen Einwohner mehrheitlich jüdisch sind, das aber eben auch von einer arabischen Minderheit bewohnt wird. Die Teilung wird nicht nur als politisch, religiös und ethnisch begriffen, sondern auch als wirtschaftlich. In Jerusalem vollziehen sich massive Konflikte, angesichts derer die Herausforderung wirtschaftlichen Funktionierens von zentraler Bedeutung bleibt. Tatsächlich verlief die wirtschaftliche Entwicklung der letzten Jahrzehnte positiv. Profitiert hat bei allem der israelische Sektor, der palästinensische Teil blieb wirtschaftlicher Verlierer. Gleichwohl, argumentiert Ashkenasi, sei der palästinensische Sektor Jerusalems wohlhabender als die arabischen Siedlungen im Gazastreifen und im Westjordanland.
Ashkenasi unterstreicht die Tatsache, dass auf Grund der politischen, ethnischen und religiösen Konflikte der Region mögliche ausländische Investoren abgeschreckt würden und dass als Konsequenz dessen die wirtschaftlichen Bedingungen vor allem im Osten Jerusalems, dem arabischen Teil der Stadt, nicht so leicht verbessert werden könnten. Jedoch spielten nationalistische Vorstellungen in den Köpfen vieler Vertreter beider Seiten eine weitaus wichtigere Rolle als ökonomische Überlegungen. Ashkenasi appelliert schließlich, zunächst müsse sich die Denkweise der Menschen der betroffenen Region ändern, bevor es zu einer territorialen Neugestaltung des Gebietes kommen könne.

### Perspektiven im Zypernkonflikt
Eines der langwierigsten und hartnäckigsten Probleme zeitgenössischer internationaler Politik ist der Zypernkonflikt. Die Publikation zeichnet nicht nur die Geschichte des endogenen ethnisch-religiösen Konflikts beider, seit 25 Jahren getrennt lebender Volksgruppen Zyperns nach, sondern schildert auch die exogenen Interessendivergenzen um die geopolitisch günstig gelegene Mittelmeerinsel zwischen den Vereinigten Staaten, Großbritannien, der ehemaligen Sowjetunion, der UNO sowie den rivalisierenden Nationalismen der Mutterländer Türkei und Griechenland. Die Beiträge zu wichtigen zypernpolitischen Themen, wie die Einschätzung des angekündigten EU-Beitritts oder die gemeinschaftlichen Aktivitäten zur Einschätzung griechischer und türkischer Zyprioten auf lokalpolitischer Ebene (Nicosia Master Plan, Volksgruppengespräche etc.) geben darüber hinaus einen aktuellen Einblick in die Möglichkeiten und Grenzen moderner Konfliktlösungskonzepte am Beispiel des längsten Vorort-Engagements der UNO.

## Schriften
- Reformpartei und Außenpolitik, interne Auseinandersetzungen über die Außenpolitik der SPD Berlin (1968)
- Weltmacht USA (1969)
- Nationenbildung, Nationalstaat, Integration (1972)
- Modern German nationalism (1976)
- Das weltweite Flüchtlingsproblem (1988)
- Nationalism and national identity (1990) ISBN 3-923446-63-2
- Palestinian identities and preferences, Israel’s and Jerusalem’s Arabs (1992)
- Der Friedensprozess im Nahen Osten, eine Revision (1997)
- The Future of Jerusalem (1999) ISBN 978-3-631-32216-1
- Perspektiven im Zypernkonflikt (2002) ISBN 3-631-35675-7